# Sveti Petar (poluotok)
Sveti Petar je poluotok koji se nalazi u Makarskoj. 

## Zemljopisne osobine
Mali je poluotok na ulazu u gradsku luku.
Smjestio se na vanjskom jugozapadnom dijelu zemljopisnog i povijesnog prostora današnje Makarske. Poluotok je zbog više osobina zanimljiva arheološka i krajobrazna zona. 
Na Sv. Petru je špilja otvorena za posjetitelje, s otvorenom terasom s pogledom na cijelu Makarsku. Dio pećine je pod morem. Nastala je umjetno u drugome svjetskom ratu. Iskopana je za potrebe Kriegsmarine kao zaklon za podmornice. Prema otvorenom moru su litice, omiljeno mjesto ljubitelja skakanja u more.

## Krajobrazna zona
Radi guste borove šume te geološko-morfoloških formacija polutok je krajobrazna zona koja svojim pružanjem i s dva istaknuta rta zatvara i kontrolira ulaz u makarsku luku. 

## Arheološka zona
Prostrana je i slojevita arheološka zona. Na dijelu obale poluotoka, smještenom nasuprot gradu, nalaze se kuće građene u 19. i 20. stoljeću. Na vrhu poluotoka je zaravan s crkvom Sv. Petra po kojoj je cijeli poluotok dobio ime.
Arheološka zona na poluotoku Sv. Petru je zaštićeno kulturno dobro.
Zapadni dio zaravni, uokolo crkve, ograđen je visokim kamenim zidom s puškarnicama pa se pretpostavlja da je ovaj prostor služio kao refugij u 16. – 17. stoljeću za vrijeme tursko-mletačkih razgraničenja makarskog teritorija.na sjevernoj strani ograđene zaravni nalazi se groblje koje je bilo u funkciji do 19. stoljeća, a neki od grobova s natpisima su sačuvani do danas. Na krajnjoj zapadnoj točki poluotoka sv. Petar u 20. stoljeću sagrađen je svjetionik i „Vila Irena“ zaštićena kulturna dobra RH.
Oko zaravni utvrđeni su ostaci prapovijesnog suhozidnog bedema, a mletački bedem s puškarnicama svojim najvećim dijelom nalazi se upravo na mjestu prapovijesnog koji je pritom razgrađen radi kamene građe. Prapovijesni bedem se pruža od sjeverozapada prema sjeveroistoku u dužini od stotinjak metara. Svrha mu je bila zaštita gradinskog naselje na vrhu koje je s južne strane bilo zaštićeno visokim liticama koje se okomito spuštaju u more. Zbog svojeg položaja Gradina na poluotoku Sv. Petru predstavljala je ključno strateško uporište s kojeg je bilo moguće kontrolirati morsko područje cijelog Bračkog kanala sve do Splitskih vrata. Prema pronađenom arheološkom materijalu gradina se okvirno može datirati u razdoblje kasnog neolitika (4. tisućljeće pr. Kr.) uz kasniju brončanodobnu fazu (2. tisućljeće pr. Kr.) kada se najvjerojatnije gradi bedem.
Nalazi oboda grčo-italskih amfora te ulomaka helenističke keramike upućuje i na kasnohelenističko razdoblje na području zaravni. Arheološka istraživanja 1992. godine potvrdila su povijesni kontinuitet ovog strateški vrlo važnog mjesta. Naime, prilikom faksimilne obnove crkve sv. Petra s gotičkom i baroknom fazom u kojoj su sačuvani Kačićevi grobovi, a koja je nakon oštećenja u potresu 1962. godine doživjela damnatio memoriae. Na zapadnoj strani zaravni otkriven je antički zid datiran u 4. stoljeće poslije Krista u dužini od 30 mi i temelji kule s cisternom obloženom kvalitetnom hidrauličnom žbukom iz prve pol. 4 stoljeća. Također su ispod crkve pronađeni ostatci starokršćanske crkve i ulomci oltarne pregrade koji su kao spoilae bili ugrađeni u zidove barokne crkve. Pronađena je i polukružna apsida te piloni crkvenog predvorja.
Na temelju arheološki ostataka može se zaključiti da je upravo na poluotoku sv. Pretar nalazio antički kastrum Muccrum, poznat iz izvora, kojeg su 548. godine razorili Goti. Još uvijek nije moguće predočiti cijeli razvojni tijek antičke faze lokaliteta, ali iz dosadašnjih istraživanja, prema keramičkom materijalu, uočava se duži konituitet naselja. Ostaci arhitekture govore u prilog većoj graditeljskoj cjelini, a dužina zapadnog zida i temelj venecijanske ograde platoa upozoravaju na fotifikacijski karakter arhitekture na Sv. Petru. Opravdano je zaključiti kako je Justinijanovim fortificiranjem obalnih središta u prvoj pol. 4. stoljeća bio zahvaćen i poluotok sv. Petra, a to se potvrđuje i brojnim keramičkim nalazima iz 4. i 5. stoljeća. Od 2010. godine Muzej grada Makarske ponovo provodi sustavna arheološka istraživanja na platou poluotoka Sv. Petra.
Na vrhu je crkva Sv. Petra iz 13. stoljeća, po kojem se zove poluotok. Sasvim blizu je plaža te svjetionik podignut 1884. godine, danas bez osoblja.

## Zaštita
Pod oznakom P-4387 arheološka zona zavedena je kao nepokretno kulturno dobro - kulturno-povijesna cjelina, pravna statusa preventivno zaštićena kulturnog dobra, klasificirano kao "arheološka baština".

## Poluotok danas
Danas funkcionira kao gradski park s dugom šetnicom i plažama. Na polutoku je kip sv. Petra, ispod kojeg je lančana ograda na kojoj zaljubljeni parovi ostavljaju svoje ljubavne katance, a ključ bacaju u more.